# Белых, Иван Ильич
Иван Ильич Белых (23 сентября 1946, д. Ивановка, Сыктывдинский район — 30 ноября 2014) — советский и российский прозаик и журналист, член Союза писателей России.

## Биография
Иван Ильич Белых родился 23 сентября 1946 года в большой крестьянской семье Ильи Северьяновича Белых. После окончания палевицкой средней школы в 1965 году обучался на историко-филологическом факультете Коми государственного педагогического института, где вместе с другими студентами посещал литературное объединение, из которого вышли многие талантливые писатели. В 1972 году его призвали в армию. Отслужив некоторое время в Перми, Иван Ильич вернулся в Сыктывкар и продолжил корреспондентскую деятельность.
Иван Ильич Белых скончался 30 ноября 2014 года и похоронен в селе Палевицы Сыктывдинского района.
Так Ивана Ильича и его творчество характеризует заместитель председателя Союза писателей Коми Андрей Попов:
Писатели Республики Коми знали его как светлого человека, отзывчивого на чужую беду, всегда помогающего людям. Герои его рассказов — деревенские люди, умеющие жить с природой и свои сердцем. Такой же светлой душой обладал и Иван Ильич.

## Журналистская и писательская деятельность
Ещё будучи студентом, Иван Ильич в 1968 году опубликовал свой первый рассказ «Веж кыдз пу» («Зелёная берёза») в газете «Югыд туй» («Светлый путь»), позже переименованную в «Коми му».Затем его произведения появлялись в газете «Югыд туй» и журнале «Войвыв кодзув», а также в сборниках «Миян грездса челядь» (1987) и «Сикöтш» (1994). Во всём творчестве Белых прослеживается отличное владение материалом, обрисовка точных и чётких деталей деревенской жизни и внутреннего мира юных героев, мира природы.
Большую часть жизни Иван Ильич посвятил журналистике. Вернувшись из армии, Белых трудился в газете «Коми му» более 20 лет сначала корреспондентом, впоследствии — заведующим отделом и заместителем редактора. С 1994 по 1999 годы Иван Ильич исполнял должность заместителя директора и главного редактора Коми книжного издательства. В 2000—2004 годах Иван Ильич трудился в одном из отделов газеты «Йöлöга» («Эхо»), но вскоре вернулся к изданию газеты «Коми му». В 2005 году Белых стал членом Союза писателей России. За литературное творчество был награждён премией правительства республики Коми В 2013 году он разрешил выложить в открытый доступ пять своих книг.

## Награды и премии
- В 1994 году И. И. Белых получил почётное звание «Заслуженный работник культуры Республики Коми».
- За литературное творчество Белых был награждён памятной медалью М. Шолохова.
- В 2008 году стал лауреатом премии Правительства Республики Коми в области журналистики.